# Binary Research
Binary Research Ltd était une société fondée à Auckland (Nouvelle-Zélande) par Murray Haszard en 1991 après la vente de sa société précédente, B32 Software. 
Binary Research a été initialement créée pour développer un concurrent aux programmes de transfert de fichiers Blast et Laplink. Le produit pour concurrencer Blast a été abandonné rapidement, mais un programme de transfert de fichiers via des câbles parallèle ou série a été développé et commercialisé de 1994 à 1996 sous plusieurs noms, notamment Beam, UniBeam et LinkWiz. Ce programme était disponible sous DOS , Windows 3.x , OS / 2 2.0 et SCO Unix. Il prétendait transférer des fichiers plus rapidement que Laplink. Des versions ultérieures du programme pouvaient également transférer les fichiers à l'aide d'un câble réseau. 
Beam n'a pas été un succès financier, Laplink étant le produit dominant sur ce marché. 
Le produit suivant de Binary Research, issu des technologies de transfert de fichiers et de port parallèle de Beam, fut Ghost, vendu pour la première fois en 1996. Ghost a été le pionnier du logiciel de clonage de disque. Un réseau d'agents a été créé dans le monde entier et une filiale de Binary Research Ltd, Binary Research International Inc., a été créée à Glendale, dans le comté de Milwaukee, dans le Wisconsin, comme centre de vente et de support. 
Ghost était un produit couronné de succès, mais Binary Research était une petite entreprise et était incapable de diriger la force de vente mondiale dont elle avait besoin. En 1998, Murray Haszard cherchait une société capable d’acquérir et de développer Ghost. Symantec a exprimé son intérêt. Après un vote unanime des employés de Binary Research en Nouvelle-Zélande, Ghost a été acheté par Symantec pour 27,5 millions de dollars américains en juillet 1998 Presque tous les employés néo-zélandais de Binary Research sont devenus des employés de Symantec et Ghost a continué à être développé à Auckland pendant plus de dix ans. 
Binary Research Ltd a été fermée après l’acquisition, mais Binary Research International Inc. reste revendeur de Ghost et étendu son offre à d’autres logiciels. L'un des produits les plus significatifs distribués par BRI est l'UIU  (Universal Imaging Utility), qui facilite la création d'une image pouvant être déployée sur une vaste gamme de matériels, quels que soient leur marque, leurs composants et leurs pilotes. 